# Тубольцы (Черкасская область)
Тубо́льцы — село в Черкасском районе Черкасской области Украины.

## История
До 1923 года административно входило в состав Черкасского уезда Киевской губернии.
В 1988 году здесь была построена новая благоустроенная школа на 624 учащихся (архитектор И. Верешко).

## Уроженцы
- Шевченко, Фёдор Иванович (1900—1982) — генерал-лейтенант.
- Здесь в 1920 году 20 марта родился Ковтун Яков Терентьевич, украинец, участник Великой Отечественной войны, награждён множественными наградами Советского Союза.